# 藤原雅子
藤原 雅子（ふじわら の まさこ、生没年不詳）は、鎌倉時代の女官。父は法性寺雅平（藤原雅長の孫）。母は藤原光氏の娘。
亀山天皇に仕えて典侍となり、中納言典侍（ちゅうなごんの てんじ）と呼ばれる。憙子内親王（昭慶門院）の生母となり、従三位に叙せられている。
| スタブアイコン | サブスタブ | この項目は、まだ閲覧者の調べものの参照としては役立たない、人物に関連した書きかけの項目です。この項目を加筆・訂正などしてくださる協力者を求めています（P:人物伝/PJ:人物伝）。 |